# António Gonçalves da Cunha Taborda
António Gonçalves da Cunha Taborda   (Cascais, 1857 - 1911), fou un compositor portuguès.
Estudià en el Conservatori de Lisboa i va pertànyer a l'orquestra del Teatro Nacional de São Carlos de la mateixa capital.
Va compondre l'òpera Dinah; l'opereta Os noivos da Margadinha; la revista Du Parreirinha ao Limoeiro; música religiosa, i diverses peces per a banda.